# Bien de relevancia local

Escudo de la Comunidad Valenciana.

Bien inmueble de relevancia local (BRL) es una figura jurídica de protección del patrimonio cultural de la Comunidad Valenciana. Se consideran bienes inmuebles de relevancia local aquellos inmuebles que poseen en el ámbito comarcal o local valores históricos, artísticos, arquitectónicos, arqueológicos, paleontológicos o etnológicos en grado relevante, aunque sin la singularidad propia de los  bienes declarados de interés cultural, y que así sean declarados de acuerdo con los procedimientos establecidos en el Decreto 62 /2011 del  Consejo.
Sin perjuicio de la definitiva evaluación e inscripción en los catálogos municipales de bienes y espacios protegidos, tienen, asimismo, la consideración de bienes inmuebles de relevancia local los elementos individuales a que se refiere la disposición adicional quinta de la Ley 4/1998, del Patrimonio Cultural Valenciano, y los núcleos históricos tradicionales que así se delimitan y reconozcan de acuerdo con lo dispuesto en el Decreto 62/2011.
Se trata del segundo nivel de protección autonómica y esta calificación es equivalente, por ejemplo, a la de bien catalogado del patrimonio cultural aragonés de Aragón o a bien cultural de interés local de Cataluña.

## Clases de bienes inmuebles de relevancia local
- Monumentos de interés local: Son inmuebles y edificaciones que constituyen realizaciones arquitectónicas, escultóricas o de ingeniería de importancia local, comarcal o provincial. Tienen esta consideración, con carácter general, los siguientes elementos, a que se refiere la disposición adicional quinta de la Ley 4/1998, del Patrimonio Cultural Valenciano:[2] las iglesias, los conventos, los santuarios, las ermitas y los eremitorios, los calvarios y los monasterios, anteriores a 1940, y los palcos y las salas comunales anteriores al siglo XIX.
- Núcleos históricos tradicionales, con la categoría de bienes de relevancia local (NHT-BRL): Son aquellos ámbitos urbanos comprendidos en la delimitación urbanística y que además se caracterizan por componer agrupaciones diferenciadas de edificaciones que conservan una trama urbana, una tipología diferenciada o una silueta histórica característica, o una combinación de estas peculiaridades, que tienen una relación entre sí, por sus destacados valores patrimoniales en el ámbito local, comarcal o provincial. Estos espacios, a fin de diferenciarlos de los núcleos históricos tradicionales establecidos en la legislación urbanística, se denominan NHT - BRL.
- Jardines históricos de interés local: Son aquellos espacios delimitados producto de la ordenación por el hombre de elementos naturales, a veces complementados con estructuras de fábrica, y el interés de los que proviene de su origen o de sus valores estéticos, sensoriales o botánicos.
- Espacios etnológicos de interés local: Son aquellos parajes, construcciones o instalaciones o conjunto sus vinculados a la cultura, a las formas de vida tradicionales ya las actividades propias y representativas de su ámbito local, comarcal o provincial. Con carácter general tienen esta consideración los siguientes elementos, a que se refiere la disposición adicional quinta de la Ley 4/1998, del Patrimonio Cultural Valenciano:[2] los pozos o cavas de nieve, o neveras, las chimeneas de tipo industrial de ladrillo de antes de 1940, los antiguos molinos de viento, las barracas de la comarca de la Huerta de Valencia y los paneles cerámicos exteriores anteriores a 1940.
- Lugares históricos de interés local: Son los lugares vinculados a acontecimientos o recuerdos del pasado, a tradiciones o creaciones culturales o de la naturaleza ya obras humanas que poseen un valor relevante para la memoria popular.
- Espacios de protección arqueológica o paleontológica: Son los yacimientos arqueológicos y los paleontológicos de especial valor para el municipio, la comarca o la provincia.

## Procedimiento para la declaración de bienes inmuebles de relevancia local
De conformidad con lo dispuesto en el artículo 47 de la Ley 4/1998, del Patrimonio Cultural Valenciano, corresponde a los ayuntamientos, a través de la correspondiente aprobación o modificación de su catálogo municipal de Bienes y Espacios Protegidos, en los términos establecidos en la legislación urbanística, proponer justificadamente los bienes pertenecientes a su término municipal que aspiran a ser reconocidos como bienes inmuebles de relevancia local de carácter individual, así como la inclusión o la exclusión de su ámbito delimitado urbanísticamente, o de una parte, como Núcleo Histórico Tradicional, con la categoría de Bien de Relevancia Local ( NHT - BRL ), en mi la sección segunda de la Inventario General del Patrimonio Cultural Valenciano.
La conselleria competente en materia de cultura, por medio del informe vinculante exigido por el artículo mencionado, debe evaluar la propuesta municipal y determinar la existencia o no de valores culturales suficientes los bienes propuestos para la declaración como bienes inmuebles de relevancia local, así como la idoneidad de su régimen de protección.
De manera extraordinaria y en virtud de lo expuesto en el apartado 4 del artículo 47 de la Ley 4/1998, el órgano competente en materia de patrimonio cultural, cuando observe la existencia de un bien que haya de inscribirse en la sección segunda de la Inventario General del Patrimonio Cultural Valenciano con la categoría de Bien de Relevancia Local, lo comunicará al ayuntamiento, al efecto de que manifieste su voluntad de incluirlo o no en su Catálogo Municipal de Bienes y Espacios Protegidos.